# Rosalind Krauss
Rosalind Epstein Krauss, född 30 november 1941 i Washington, D.C., är en amerikansk konsthistoriker och konstkritiker. Hon är professor vid Columbia University i New York. I sin forskning fokuserar hon på 1900-talets måleri, skulptur och fotografi. Tillsammans med konst- och filmkritikern Annette Michelson grundade hon 1976 tidskriften October.

## Biografi
Rosalind Krauss avlade 1969 doktorsexamen vid Harvard University med en avhandling om skulptören David Smith. Hon skrev en rad artiklar för konsttidskrifter som Art International och Artforum om bland andra Jasper Johns och Donald Judd. Artforum publicerade 1974 en utmanande bild på konstnären Lynda Benglis poserande med en dildo och endast iförd solglasögon. Krauss fann bilden så pass kontroversiell att hon lämnade tidskriften och 1976 grundade October tillsammans med Annette Michelson. I October presenterades den franska poststrukturalismen för den amerikanska publiken och man publicerade essäer om poststrukturalistisk konstteori, dekonstruktion, psykoanalys och feminism.
Krauss har tagit intryck av hur Clement Greenberg bedrev konstkritik. I sin egen kritik använder sig Krauss av termer och begrepp myntade av bland andra Maurice Merleau-Ponty, Ferdinand de Saussure, Jacques Lacan, Jean-François Lyotard, Jacques Derrida, Georges Bataille och Roland Barthes. Under 1980-talet anammade hon Lacans strukturalistiska psykoanalys i författandet av essäerna "No More Play" om Alberto Giacometti och "Corpus Delicti" om surrealismens fotografi. Krauss har även publicerat verk om Cindy Sherman, Louise Bourgeois och Agnes Martin.